# Sophia von Großbritannien, Irland und Hannover

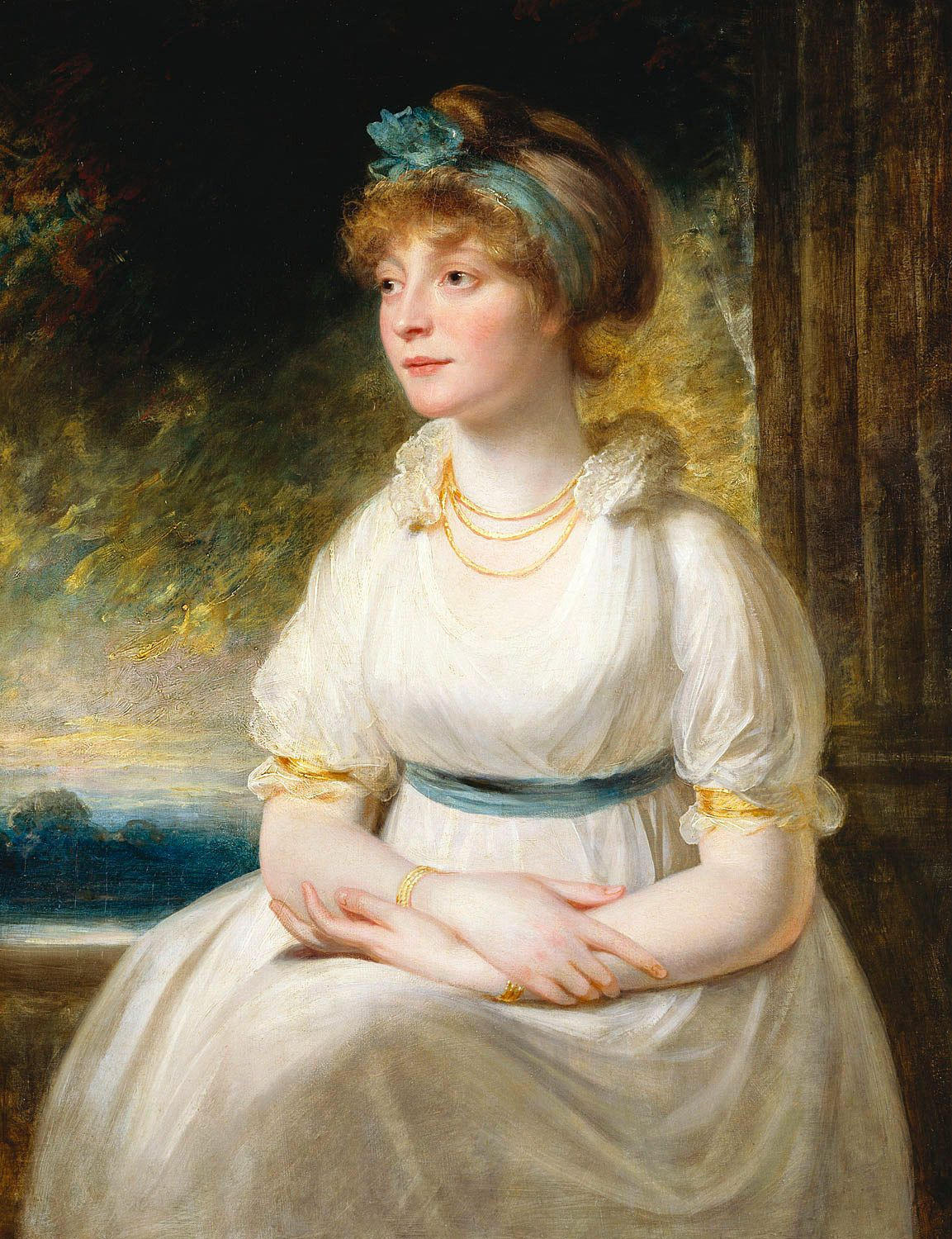
Prinzessin Sophia, 1797. Gemälde von William Beechey erstellt im Auftrag des Prinzen von Wales

Wappen von Prinzessin Sophia

Prinzessin Sophia von Großbritannien, Irland und Hannover (Sophia Matilda; * 3. November 1777 im Buckingham Palace; † 27. Mai 1848 im Kensington Palace) war eine britisch-hannoversche Prinzessin, Tochter des britischen Königs Georg III. und dessen Ehefrau Königin Charlotte. Sophia ist vermutlich am bekanntesten für die Gerüchte um sie und ein Kind, welches sie als junge Frau unehelich geboren haben soll.
In ihrer Jugend war Sophia ihrem Vater, der seine Töchter gegenüber seinen Söhnen bevorzugte, am nächsten, doch lebten sie und ihre Schwestern in Angst vor ihrer Mutter. Die Prinzessinnen wurden gut ausgebildet, wuchsen aber in einem strengen und rigiden Haushalt auf. König Georg suchte nach geeigneten Ehemännern für die Prinzessinnen, als sie volljährig waren, doch bekam der König wiederkehrende Anfälle von Wahnsinn, während die Königin den Wunsch hatte, ihre Töchter als ihre Gefährtinnen bei sich zu behalten, und so wurden die meisten Freier von ihr gestoppt. Als Folge davon lebten Sophia und alle, bis auf eine, ihrer Schwestern im abgeschiedenen Haushalt ihrer Mutter, den sie häufig auch als „Kloster“ bezeichneten.
Obwohl sie nie heiratete, verbreiteten sich Gerüchte, dass Sophia im Sommer 1800 einen unehelichen Sohn von Thomas Garth, dem Stallmeister ihres Vaters, zur Welt brachte. Anderer Klatsch besagte, das Kind sei bei einer Vergewaltigung durch ihren älteren Bruder, den Herzog von Cumberland, der zutiefst unpopulär war, gezeugt worden. Historiker sind sich über den Wahrheitsgehalt dieser Geschichten uneinig, einige glauben, sie habe Garths Kind geboren, während andere davon ausgehen, dass diese Geschichten von politischen Feinden der königlichen Familie verbreitet wurden.
Die Bemühungen des Prinzregenten um größere Unabhängigkeit für seine Schwestern wurden durch den Tod von Königin Charlotte 1818 erleichtert. In ihren letzten Jahren lebte Sophia im Haushalt ihrer Nichte Prinzessin Victoria von Kent (die zukünftige Königin Victoria) im Kensington Palace. Dort geriet sie unter den Einfluss von Victorias Rechnungsprüfer, Sir John Conroy, der ihre Senilität und Erblindung ausnutzte; es verbreiteten sich außerdem Gerüchte, dass Sophia von Conroy abhängig war, weil er mit den „aufdringlichen Unannehmlichkeiten“ durch Sophias angeblichem unehelichen Sohn umgehen konnte. Sophia spionierte für Conroy, sowohl im Kensingtonhaushalt als auch bei ihren beiden älteren Brüdern, während Conroy ihr Geld durchbrachte.

## Frühe Jahre

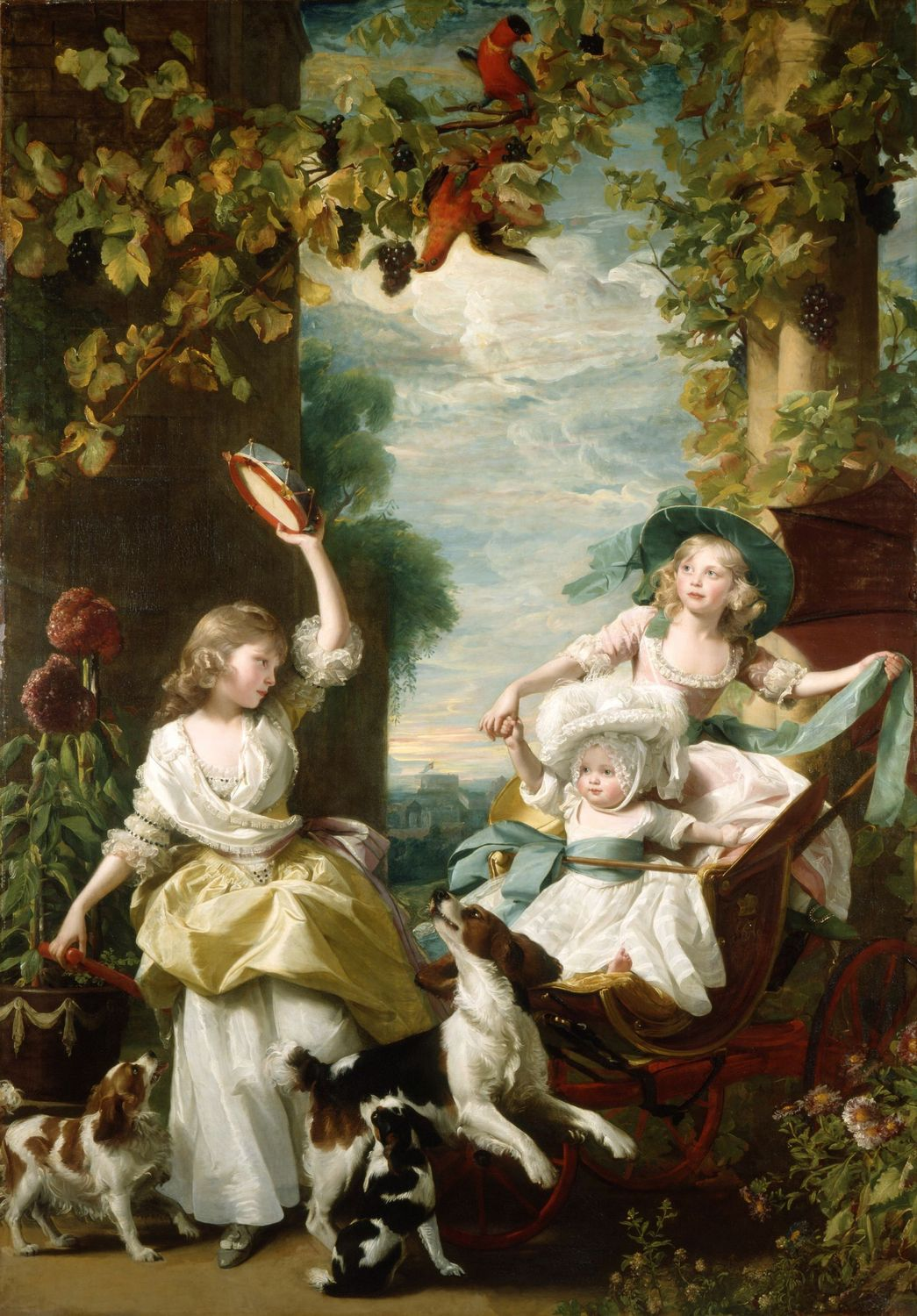
Sophia (rechts) mit ihren Schwestern Prinzessin Mary und Prinzessin Amelia, um 1785

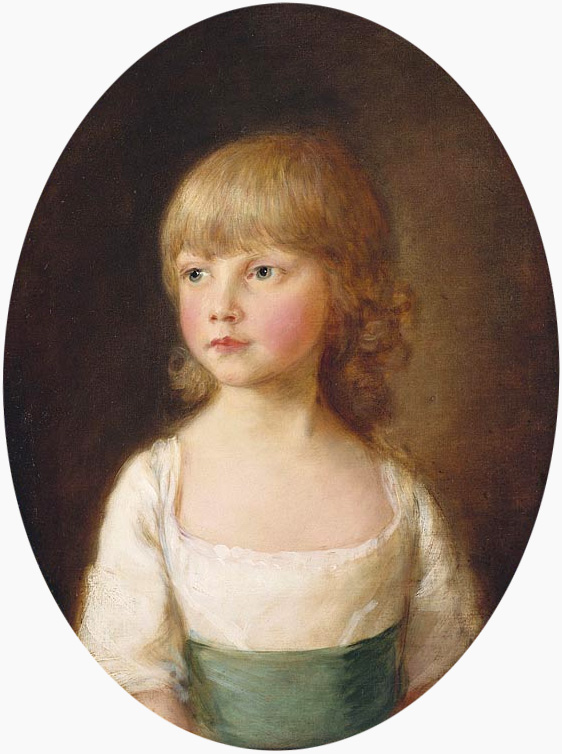
Prinzessin Sophia mit 5 Jahren, Gemälde von Thomas Gainsborough, 1782

Prinzessin Sophia wurde im Buckingham Palace in London geboren als zwölftes Kind und fünfte Tochter ihrer Eltern. Ihr Vater war der regierende britische Monarch, George III, der älteste Sohn von Frederick, Prince of Wales und Augusta von Sachsen-Gotha. Ihre Mutter war Königin Charlotte (geb. Prinzessin Charlotte von Mecklenburg-Strelitz). Die Prinzessin wurde am 1. Dezember 1777 im Großen Ratssaal im St James’s Palace von Frederick Cornwallis, Erzbischof von Canterbury, getauft. Ihre Taufpaten waren Prinz August von Sachsen-Gotha-Altenburg, die Herzogin von Braunschweig-Wolfenbüttel und die Herzogin von Mecklenburg (Ehefrau von Friedrich von Mecklenburg), die alle durch Bevollmächtigte vertreten waren.
Nachdem Sophia geboren war, sicherte König George durch einen Beschluss des Parlaments seinen Töchtern und seinen jüngeren Söhnen ein Einkommen. Sophia und ihre älteren Schwestern sollten jeweils bei ihrer Heirat oder nach dem Tod des Königs ein jährliches Einkommen von 6.000 £ erhalten. Der Hofstaat war sehr steif und formal, auch wenn nur die königliche Familie privat zusammen war. Beispielsweise wurde von den Töchtern des Königs erwartet, dass, wenn der König einen Raum betrat, diese aufstanden, schwiegen, bis sie angesprochen wurden, und den Raum nicht verließen, bis ihnen die Erlaubnis dazu gegeben wurde. Königin Charlotte versuchte so sparsam wie möglich zu sein, die jüngeren Prinzessinnen trugen im Land hergestellte Kleidung, da diese weniger teuer waren, und aßen einfache Speisen. Sophias frühe Jahre konzentrierten sich auf ihre Erziehung. Ihre Gouvernante war Lady Charlotte Finch, wie bereits für alle anderen königlichen Kinder. Genau wie bei der strengen Erziehung ihrer Brüder, gab es neben Lady Finch auch zusätzliche Erzieherinnen, die von Königin Charlotte ausgewählt wurden, diese erteilten den Prinzessinnen Unterricht in Englisch, Französisch, Musik, Kunst und Geographie; Sophia und ihre Schwestern durften aber auch Sport treiben und mit ihren Brüdern ausgelassen spielen. Die Königin versuchte bei ihren Töchtern Unterhaltung mit pädagogischem Gewinn zu kombinieren. Sophia und ihren Geschwistern wurde auch das Theater nahegebracht und sie wurden mit speziellen Aufführungen unterhalten. Prinzessin Sophias erster Auftritt in der Öffentlichkeit war am 26. Mai 1784, als sie ihre Eltern und älteren Geschwister zu einer Gedenkfeier für Georg Friedrich Händel in der Westminster Abbey begleitete.
Ungewöhnlich für diese Zeit, war Sophias Vater an ihren frühen Jahren beteiligt, er bevorzugte seine Töchter gegenüber seinen Söhnen. Wenn möglich, nahm er an den Geburtstagen und anderen besonderen Ereignissen der Prinzessinnen teil und wurde über ihre Fortschritte im Unterricht auf dem Laufenden gehalten. Ein Freund der Familie sagte einmal: „Ich sah nie reizendere Kinder, noch einen erfreulicheren Anblick als des Königs Zuneigung für sie.“ Auf der anderen Seite rief Königin Charlotte Angst in ihren Töchtern hervor und laut dem königlichen Historiker A.W. Purdue, war sie nicht „liebevoll mütterlich“.

## Im Erwachsenenalter

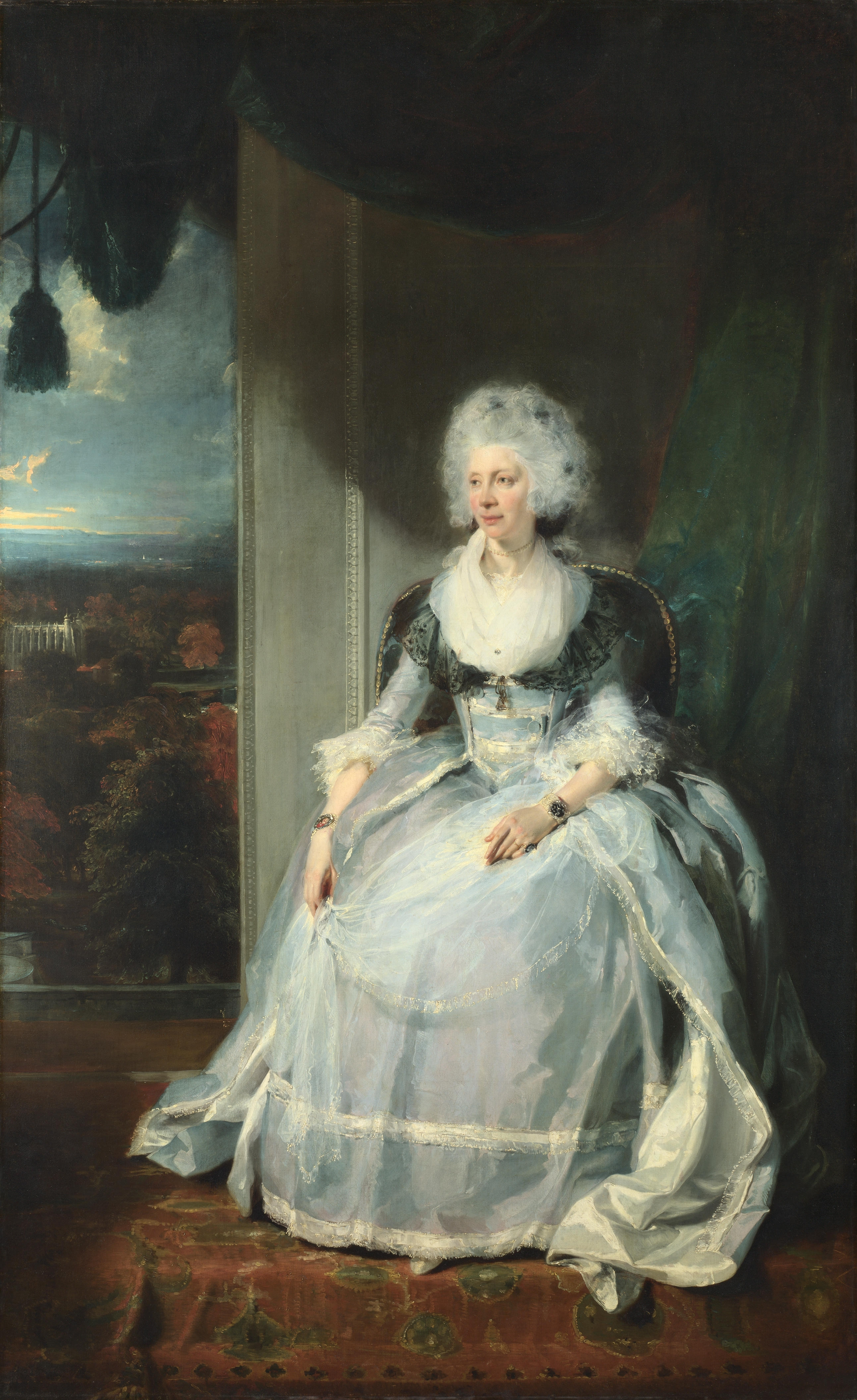
Thomas Lawrence: Porträt der Königin Charlotte, 1789–1790

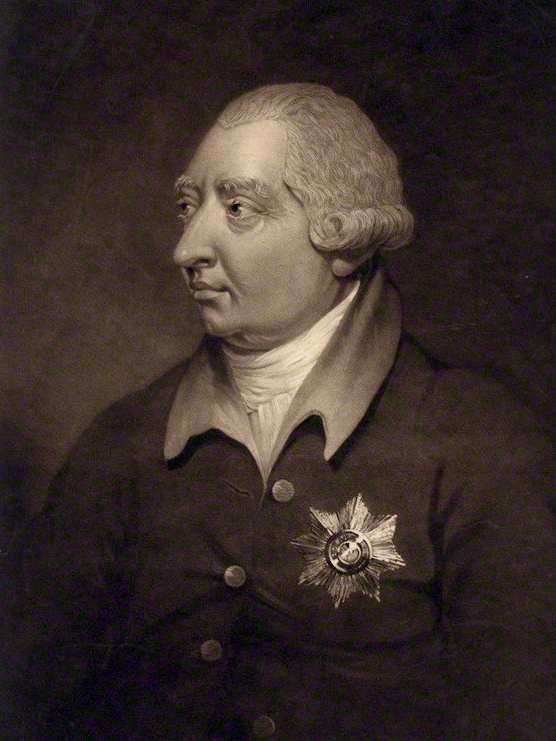
König Georg III. um 1811

Um 1792 wurden Sophia und ihre Schwester Mary mehr in die Aktivitäten der Familie miteinbezogen, und im Alter von vierzehn Jahren, debütierte Sophia am Hofe ihres Vaters an dessen Geburtstag am 4. Juni 1792. Laut dem Biographen Christopher Hibbert, war Sophia in ihren jungen Jahren ein „schönes aber launisches Mädchen, hübsch, zart und leidenschaftlich“. Wie in ihrer Kindheit, war Sophia ihrem Vater sehr zugetan, obwohl sie ihn gelegentlich zum Verzweifeln fand. Sie schrieb: „der liebe König ist immer freundlich zu mir, und ich kann nicht sagen, wie dankbar ich mich gegenüber ihm fühle“. Vor dem Jahr 1788 hatte König George zu seinen Töchtern gesagt, dass er sie nach Hannover mitnehmen wolle, um dort geeignete Ehemänner zu finden, trotz der Bedenken, die er hatte, die aus den unglücklichen Ehen seiner Schwestern stammten. Er sagte: „Ich kann nicht leugnen, dass ich nie sehen wollte, wie jede von ihnen heiratet: Ich bin glücklich in ihrer Gesellschaft und möchte am wenigsten eine Trennung.“ Doch der König erlitt seinen ersten Anfall von Wahnsinn, als Sophia elf Jahre war. Sophia bemerkte zu dem Verhalten ihres Vaters: „Er ist liebevoll und freundlich zu mir, aber manchmal ist er über die Maßen freundlich, wenn du das verstehen kannst, dass mich dies stark beunruhigt.“ Weitere Anfälle von Wahnsinn folgten 1801 und 1804, was die Gespräche um die Ehen für seine Töchter verhinderte. Die Frage nach einer Ehe wurde nur noch selten gestellt, Königin Charlotte befürchtete, dass dieses Thema, welches beim König immer Unbehagen hervorgerufen hatte, ihn wieder zurück in den Wahnsinn treiben würde. Darüber hinaus wollte die Königin, die von der Krankheit ihres Mannes belastet war, dass die Prinzessinnen in ihrer Nähe blieben.
Das Ergebnis war, dass Prinzessin Sophia, wie die meisten ihrer Schwestern, gezwungen war, als Begleitung ihrer Mutter zu leben. Den Prinzessinnen war es nicht erlaubt, Kontakte außerhalb des königlichen Hofes zu pflegen, und nur selten kamen sie in Kontakt mit anderen Männern außer Pagen, Stallmeister oder Bediensteten. Sie wurden ständig beaufsichtigt und die Mädchen beklagten sich häufig über das Leben in einem „Nonnenkloster“. Zur Unterhaltung las die Königin ihnen Predigten vor und die Prinzessinnen beschäftigten sich mit Stickereien. Bei einer Gelegenheit schrieb Sophia, ihre Tage waren so „tödlich langweilig ... Ich wünschte mich selbst zum Känguru.“

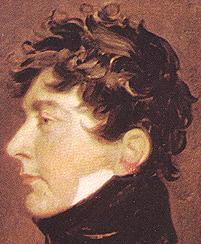
Thomas Lawrence: Georg IV. als Prinzregent

Die Princess Royal war die einzige Tochter, die heiratete, als sie relativ jung war. Auch die anderen Prinzessinnen hatten Freier, aber deren Annäherungen wurden von Königin Charlotte unterbunden. Die Mädchen sehnten sich nach einer Familie und eigenen Kindern, und oft baten sie den damaligen Prince of Wales um Hilfe, entweder bei der Suche nach einem Ehegatten, ihre Liebe zu heiraten oder dass sie die Erlaubnis erhielten, außerhalb des Haushaltes der Königin Charlotte zu leben. Sophia schrieb einmal scherzhaft an ihren Bruder: „Ich frage mich, warum sie nicht dafür stimmen, uns in einen Sack zu stecken und uns in die Themse ertrinken zu lassen.“ Bevor George Regent wurde, hatte er zu wenig Macht, um seinen Schwestern zu helfen. Sein Aufstieg zum Regenten im Jahre 1811 führte dazu, dass Sophias Einkünfte und die der anderen unverheirateten Prinzessinnen von 10.000 auf 13.000 £ anstiegen. Er unterstützte sie auch in ihrem Wunsch, sich in die Gesellschaft hinauszuwagen. Queen Charlotte war über diese Versuche empört und der Prinzregent musste sorgfältig die beiden Parteien versöhnen, so dass seine Schwestern eine gewisse Unabhängigkeit genießen konnten.

## Illegitimes Kind

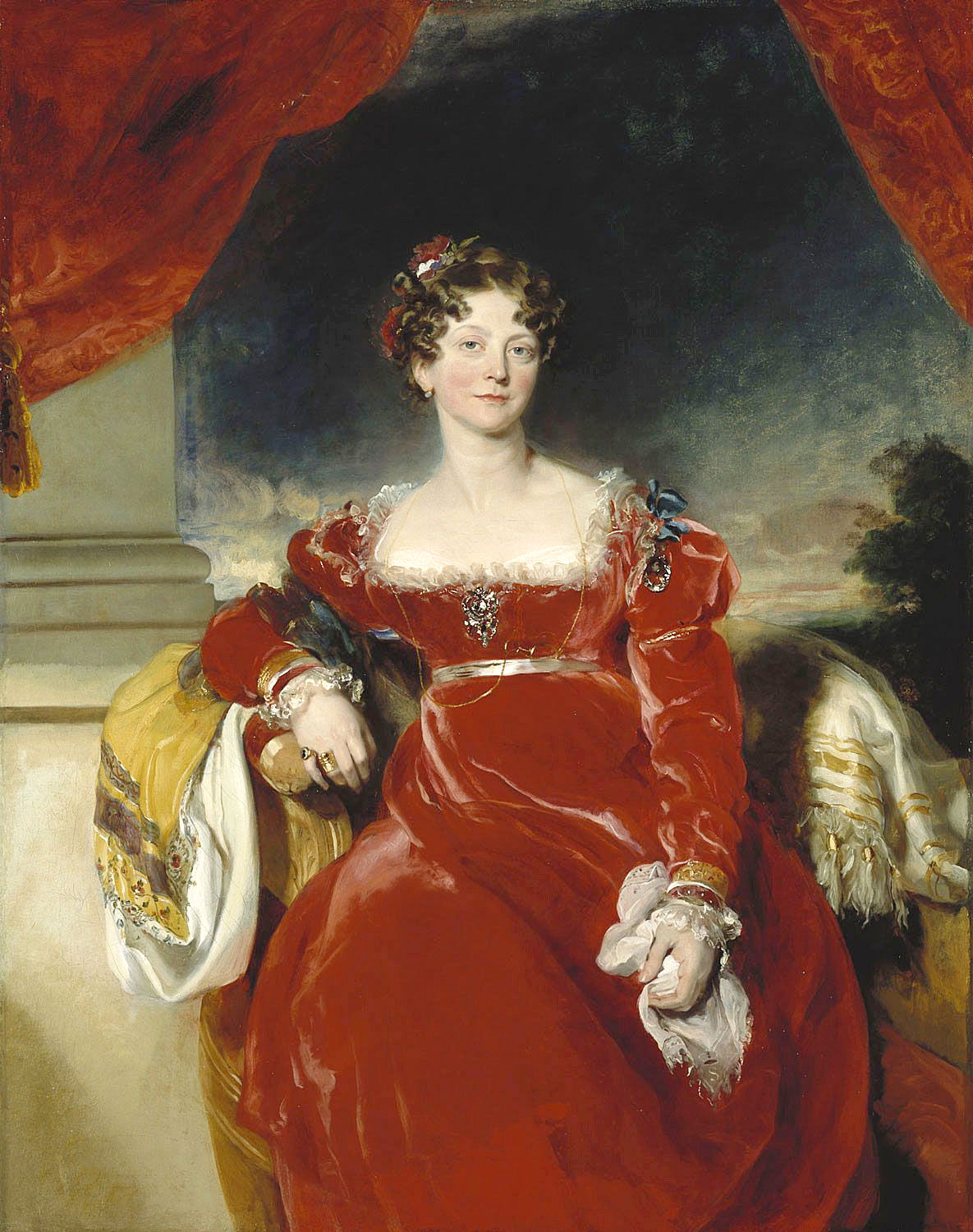
Prinzessin Sophia 1825, Gemälde von Thomas Lawrence

Zu Sophias Lebzeiten gab es verschiedene Gerüchte über ihre angebliche inzestuöse Beziehung mit ihrem Bruder, Ernst August, Herzog von Cumberland, dem späteren König von Hannover. Angeblich warnte der Prinzregent seine Schwestern davor, sich allein mit dem Herzog im selben Raum aufzuhalten; Cumberland war zutiefst unpopulär beim britischen Volk. Es ist unklar, ob Wahrheit an diesen Gerüchten war, oder ob sie durch die zahlreiche politischen Gegner des Herzogs in Umlauf gebracht worden waren.

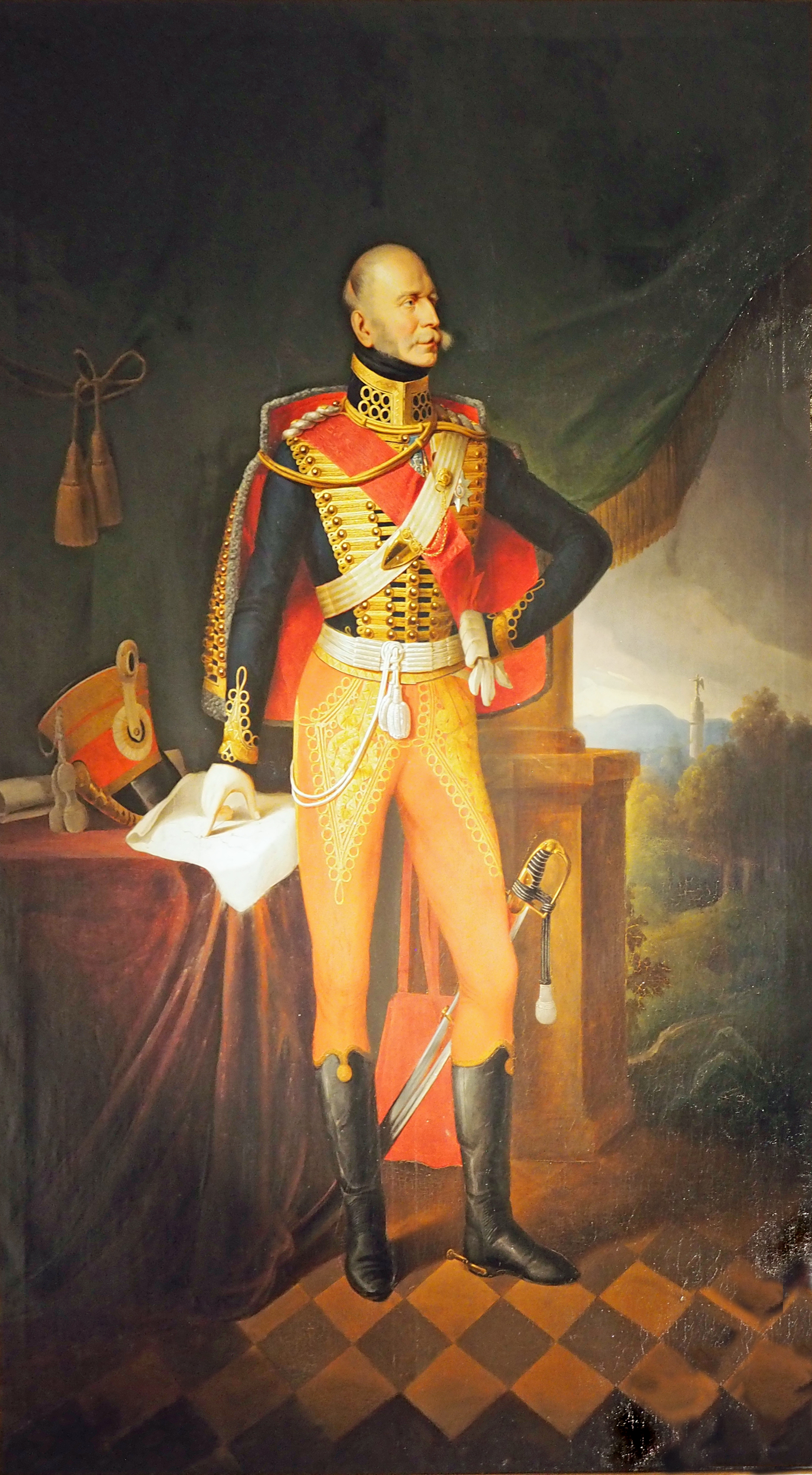
Ernst August, Herzog von Cumberland (um 1840)

Begrenzt im Kontakt mit geeigneten Männern, hatten Sophia und einige ihrer Schwestern Beziehungen mit Höflingen und Pagen. So ging Sophia eine Beziehung mit dem Oberstallmeister ihres Vaters, Major-General Thomas Garth, ein; einem Mann, der 33 Jahre älter war als sie. Er hatte ein großes lila Muttermal im Gesicht, so dass Sophias Schwester Mary ihn als „das violette Licht der Liebe“ bezeichnete, der Höfling und Chronist Charles Greville nannte ihn einen „abscheulichen alten Teufel“. Trotzdem bemerkte eine Hofdame: „die Prinzessin war so heftig in ihn verliebt, dass jeder es sah. Sie hatte sich selbst in seiner Gegenwart nicht unter Kontrolle.“ Greville schrieb in einem Tagebucheintrag über Sophias Affäre und die ihrer Schwestern: „Frauen verlieben sich in alles – und die Möglichkeit und die Unfälle der Leidenschaften sind von größerer Bedeutung als alle positiven Vorzüge des Geistes oder des Körpers ... [Die Prinzessinnen] wurden von der Welt abgesondert, der Kontakt mit wenigen Menschen – ihre Leidenschaften kocht über und sind bereit sich in die Hände des ersten Mannes zu begeben, den die Umständen ihnen ermöglicht“.
Bald verbreitete sich Klatsch über ein uneheliches Kind. Einige Historiker behaupten, dass Sophia irgendwann vor August 1800 in Weymouth ein Kind von Garth zur Welt gebracht habe. Die Biographin Flora Fraser glaubt den Gerüchten, dass Sophia ein Kind geboren hatte, warf aber die Frage auf, ob das Kind von Garth oder von Sophias Bruder, dem Herzog von Cumberland stammte. Fraser zitiert einen Brief von Sophia, in dem sie ihre Trauer darüber ausdrückt, dass sie zu ihrem Sohn nah ist, ihn aber nicht sehen kann. Historiker schreiben weiter, dass das Kind wie sein Vater auf den Namen Thomas Garth getauft wurde, und von diesem in Weymouth großgezogen wurde, wo seine Mutter es gelegentlich besucht habe. Im Jahre 1828 habe dieses Kind offenbar versucht, die königliche Familie mit belastenden Dokumenten von seinem Vater über seine Herkunft zu erpressen, aber er scheiterte.
Anthony Camp zweifelte daran, dass Sophia ein Kind hatte, und bietet eine detaillierte Übersicht über die Beweise. In seinem Buch Royal Babylon: the Alarming History of European Royalty, schreibt der Autor Karl Shaw von der Möglichkeit, dass der Herzog seine Schwester vergewaltigt hatte, unter anderem unter Berufung auf Charles Grevilles Tagebücher. Der Historiker Gillian Gill glaubt, dass Sophia heimlich ein Kind geboren hatte und deshalb nie geheiratet hatte. Alison Weir und andere, schreiben vor einer möglichen Ehe zwischen Sophia und Garth im selben Jahr wie die Geburt des Kindes, aber es gibt keine Beweise für diese Behauptung, außer einem Ehering auf einem Porträt der gealterten Sophia.

## Späteres Leben

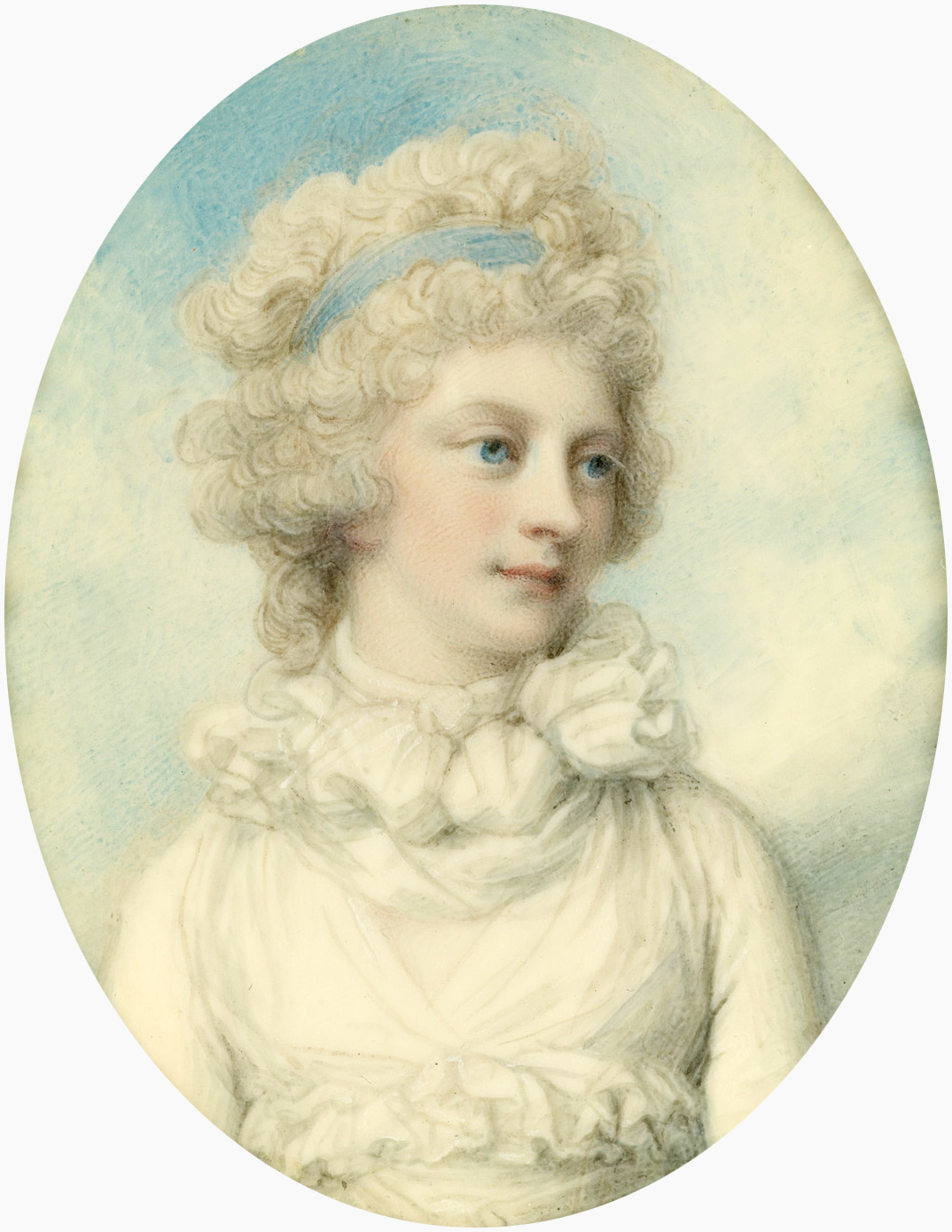
Prinzessin Sophia, Gemälde von Richard Cosway.

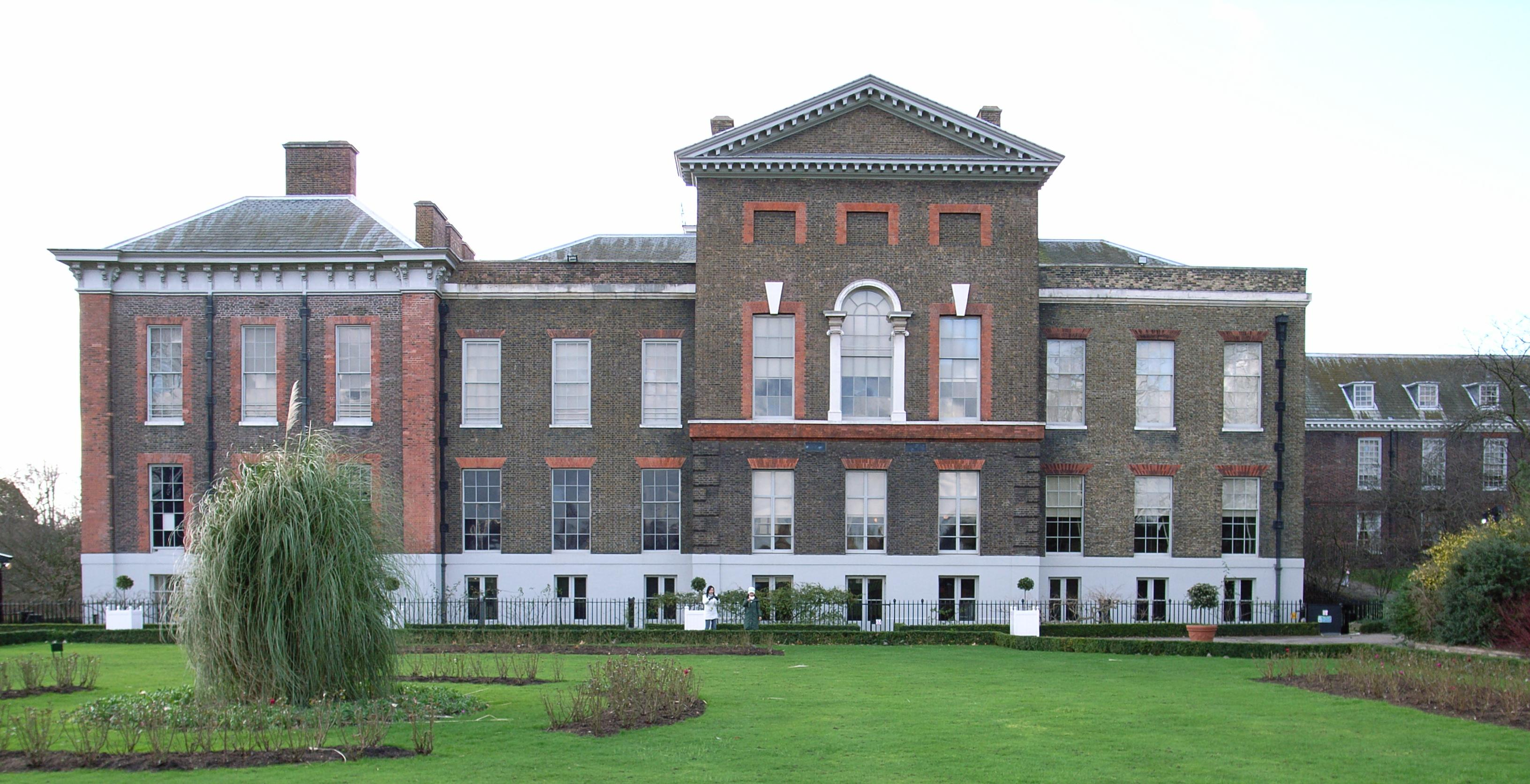
Kensington-Palace

Sophia war ein Liebling ihrer Nichte, Prinzessin Charlotte von Wales, der jungen Prinzessin gefiel ihr sanftes Wesen und sie war fasziniert durch den Klatsch über Sophias Vergangenheit. Charlotte verabscheute ihre anderen Tanten und schrieb einmal: „Ich kann kaum glauben [Sophia] gehört zu ihnen – so ganz anders sind ihre Gedanken, Meinungen, Fragen. Ihr Adel und Rechtschaffenheit des Geistes macht ihr keinen Favoriten hier. Die ständige Szenen von Intrigen, von Schikanen, kann sie schlecht unterstützen.“ Der Prinzregent bemühte sich seinen Schwestern zu helfen, führte die Ehen von Maria und Elisabeth herbei, und erlaubte Augusta und Sophia nach dem Tod von Königin Charlotte im Jahre 1818 ihren eigenen Haushalt zu führen, aber es war für sie zu spät, um zu heiraten. Von ihrer Mutter erbte Sophia Royal Lodge in Windsor Great Park, welches sie wiederum an den Prinzregenten weitergab. Mit dem Tod von Prinzessin Augusta im Jahr 1840 erbte Sophia Clarence House und Frogmore.
Nach dem Tode der Königin lebte Sophia während ihrer letzten Lebensjahre im Kensington Palace, zusammen mit ihrer Nichte Prinzessin Victoria von Kent, der zukünftigen Königin Victoria. Dadurch war Prinzessin Sophia eine der wenigen väterlichen Verwandten, welche Victoria oft sah. Genau wie ihre Schwägerin, die Herzogin von Kent, geriet Sophia unter den Einfluss von Victorias Rechnungsprüfer Sir John Conroy und ließ ihn ihr Geld verwalten. Die Prinzessin wurde ein Teil des gesellschaftlichen Kreises um die Herzogin von Kent und im Gegenzug spionierte Sophia für Conroy, wenn dieser abwesend war. Sophia berichtete Conroy auch, was sie im St James’s Palace hörte, wo sie Kontakt hatte sowohl zu den Höflingen als auch zu ihren beiden älteren Brüdern. Klatschmäuler spekulierten, dass sie Conroy deshalb so sehr schätze, da er erfolgreich mit den „aufdringlichen Unannehmlichkeiten“ ihres angeblichen unehelichen Sohnes umzugehen verstand, während wiederum einige Historiker schreiben, dass Conroy ausnutzte, dass Sophia, in ihren letzten Jahren „benommen, leicht durcheinander ... in Trauer um ihr verblassendes Aussehen“ und eine „verwirrte, fast blinde Tante“ geworden war. Sophia speiste oft mit dem Haushalt der Herzogin von Kent, welche sie verachtete. Prinzessin Victoria war sich bewusst, dass ihre Tante eine Spionin war und so wurde das Verhältnis der beiden nie eng. Sophias Reichtum verhalf Conroy zu einem aufwendigen Lebensstil, so erwarb er für sich ein Haus in Kensington für 4000 £, sowie zwei weitere Besitzungen für £ 18.000. Sophia war auch verantwortlich dafür, dass bestimmte Mitglieder in Victorias Haushalt in einen höheren Stand erhoben wurden, Victorias Erzieherin Louise Lehzen, wurde beispielsweise auf Befehl von George IV. zu einer hannoverschen Baronin erhoben und Conroy zum Knight Commander des Hanoverian Guelphic Order.

## Tod

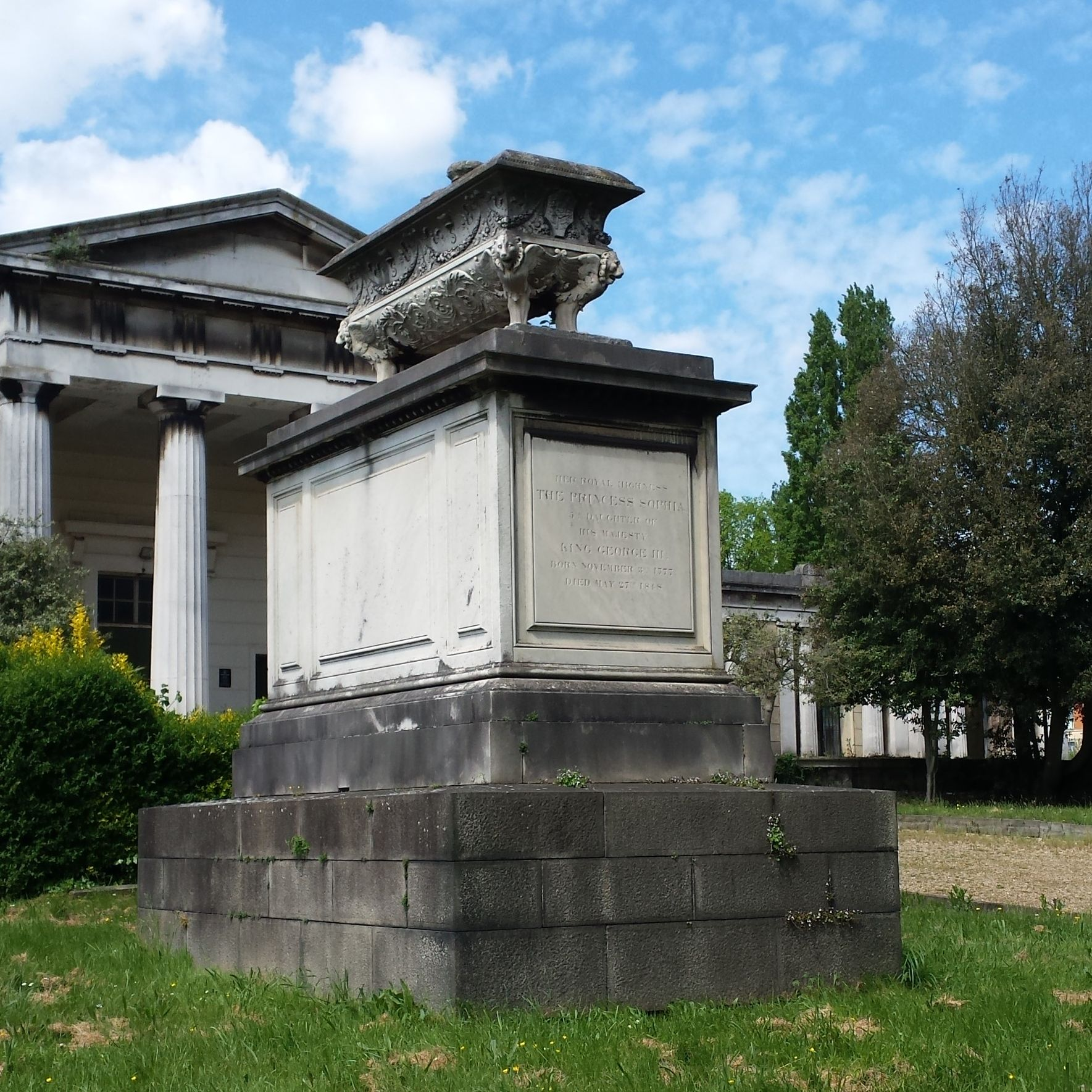
Grab von Prinzessin Sophia

Nachdem sie seit über zehn Jahren blind war, erkrankte Prinzessin Sophia am Morgen des 27. Mai 1848 in ihrem Wohnsitz im Vicarage Place, Kensington. Sie wurde von ihrer Schwester Mary, ihrer Schwägerin der Königinwitwe Adelaide und dem Mann ihrer Nichte Prinz Albert besucht. Sophia starb später an diesem Tag um 6:30, in Anwesenheit von Maria und den Herzoginnen von Kent und Cambridge. Die Prinzessin wurde im Kensal Green Cemetery in London beigesetzt und nicht auf Windsor Castle, da sie in der Nähe ihres Bruders, Augustus Frederick, Duke of Sussex, sein wollte. Nach ihrem Tod wurde festgestellt, dass Conroy den größten Teil ihres Geldes verschwendet hatte und die Prinzessin praktisch keinen Landbesitz zu vererben hatte Charles Greville schrieb am 31. Mai in seinem Tagebuch:
„Prinzessin Sophia starb vor ein paar Tagen, während die Queen [Victoria] den Salon für ihren Geburtstag hielt. Sie war blind, hilflos und erlitt ein Martyrium; Eine sehr kluge, gut informierte Frau, die aber nie in der Welt gelebt hat“.

## Ahnentafel
| Ahnentafel Sophia von Großbritannien | Ahnentafel Sophia von Großbritannien                                                      | Ahnentafel Sophia von Großbritannien                                                                           | Ahnentafel Sophia von Großbritannien                                                                                    | Ahnentafel Sophia von Großbritannien                                                                                | Ahnentafel Sophia von Großbritannien                                                                                    | Ahnentafel Sophia von Großbritannien                                                                                         | Ahnentafel Sophia von Großbritannien                                                                                   | Ahnentafel Sophia von Großbritannien                                                                                   |
| ------------------------------------ | ----------------------------------------------------------------------------------------- | --- | --- | --- | --- | --- | --- | --- |
| Urur- groß- eltern                   | König Georg I. (1660–1727) ⚭ 1682 Sophie Dorothea von Braunschweig-Lüneburg (1666–1726)   | Markgraf Johann Friedrich von Brandenburg-Ansbach (1654–1686) ⚭ 1681 Eleonore von Sachsen-Eisenach (1662–1696) | Herzog Friedrich I. von Sachsen-Gotha-Altenburg (1646–1691) ⚭ 1669 Magdalena Sibylle von Sachsen-Weißenfels (1648–1681) | Fürst Karl Wilhelm von Anhalt-Zerbst (1652–1718) ⚭ 1676 Sophia von Sachsen-Weißenfels (1654–1724)                   | Herzog Adolf Friedrich I. von Mecklenburg (1588–1658) ⚭ 1635 Marie Katharina von Braunschweig-Dannenberg (1616–1665)    | Fürst Christian Wilhelm von Schwarzburg-Sondershausen (1647–1721) ⚭ 1673 Antonie Sibylle von Barby und Mühlingen (1641–1684) | Herzog Ernst von Sachsen-Hildburghausen (1655–1715) ⚭ 1680 Sophia Henriette von Waldeck (1662–1702)                    | Graf Georg Ludwig I. von Erbach-Erbach (1643–1693) ⚭ 1664 Gräfin Amalia Katharina von Waldeck-Eisenberg (1640–1697)    |
| Ur- groß- eltern                     | König Georg II. (1683–1760) ⚭ 1705 Caroline von Brandenburg-Ansbach (1683–1737)           | König Georg II. (1683–1760) ⚭ 1705 Caroline von Brandenburg-Ansbach (1683–1737)                                | Herzog Friedrich II. von Sachsen-Gotha-Altenburg (1676–1732) ⚭ 1696 Magdalena Augusta von Anhalt-Zerbst (1679–1740)     | Herzog Friedrich II. von Sachsen-Gotha-Altenburg (1676–1732) ⚭ 1696 Magdalena Augusta von Anhalt-Zerbst (1679–1740) | Herzog Adolf Friedrich II. von Mecklenburg-Strelitz (1658–1708) ⚭ 1705 Emilie von Schwarzburg-Sondershausen (1681–1751) | Herzog Adolf Friedrich II. von Mecklenburg-Strelitz (1658–1708) ⚭ 1705 Emilie von Schwarzburg-Sondershausen (1681–1751)      | Herzog Ernst Friedrich I. von Sachsen-Hildburghausen (1681–1724) ⚭ 1704 Sophia Albertine von Erbach-Erbach (1683–1742) | Herzog Ernst Friedrich I. von Sachsen-Hildburghausen (1681–1724) ⚭ 1704 Sophia Albertine von Erbach-Erbach (1683–1742) |
| Groß- eltern                         | Prinz Friedrich Ludwig (1707–1751) ⚭ 1736 Augusta von Sachsen-Gotha-Altenburg (1719–1772) | Prinz Friedrich Ludwig (1707–1751) ⚭ 1736 Augusta von Sachsen-Gotha-Altenburg (1719–1772)                      | Prinz Friedrich Ludwig (1707–1751) ⚭ 1736 Augusta von Sachsen-Gotha-Altenburg (1719–1772)                               | Prinz Friedrich Ludwig (1707–1751) ⚭ 1736 Augusta von Sachsen-Gotha-Altenburg (1719–1772)                           | Herzog Karl zu Mecklenburg (1708–1752) ⚭ 1735 Elisabeth Albertine von Sachsen-Hildburghausen (1713–1761)                | Herzog Karl zu Mecklenburg (1708–1752) ⚭ 1735 Elisabeth Albertine von Sachsen-Hildburghausen (1713–1761)                     | Herzog Karl zu Mecklenburg (1708–1752) ⚭ 1735 Elisabeth Albertine von Sachsen-Hildburghausen (1713–1761)               | Herzog Karl zu Mecklenburg (1708–1752) ⚭ 1735 Elisabeth Albertine von Sachsen-Hildburghausen (1713–1761)               |
| Eltern                               | König Georg III. (1738–1820) ⚭ 1761 Sophie Charlotte von Mecklenburg-Strelitz (1744–1818) | König Georg III. (1738–1820) ⚭ 1761 Sophie Charlotte von Mecklenburg-Strelitz (1744–1818)                      | König Georg III. (1738–1820) ⚭ 1761 Sophie Charlotte von Mecklenburg-Strelitz (1744–1818)                               | König Georg III. (1738–1820) ⚭ 1761 Sophie Charlotte von Mecklenburg-Strelitz (1744–1818)                           | König Georg III. (1738–1820) ⚭ 1761 Sophie Charlotte von Mecklenburg-Strelitz (1744–1818)                               | König Georg III. (1738–1820) ⚭ 1761 Sophie Charlotte von Mecklenburg-Strelitz (1744–1818)                                    | König Georg III. (1738–1820) ⚭ 1761 Sophie Charlotte von Mecklenburg-Strelitz (1744–1818)                              | König Georg III. (1738–1820) ⚭ 1761 Sophie Charlotte von Mecklenburg-Strelitz (1744–1818)                              |
| Sophia von Großbritannien            |                                                                                           | | | | | | | |